# August Thon
Christian August Thon (* 18. Februar 1839 in Weimar; † 28. März 1912 in Jena) war ein deutscher Rechtswissenschaftler. 

## Leben
August Thon wurde als Sohn des Weimarer Staatsministers Gustav Thon (1805–1882) geboren. Er studierte ab 1858 Rechtswissenschaft an der Universität Jena, der Universität Göttingen und der Universität Heidelberg. Am 14. August 1861 promovierte er zum Doktor der Rechte in Jena und habilitierte sich 1863 an der Universität Heidelberg zum Privatdozenten. Am 1. Oktober 1867 wurde er Kreisgerichtsassessor in Eisenach, 1870 Staatsanwalt in Eisenach und 1872 erster Staatsanwalt in Weimar. 1873 erhielt er eine ordentliche Professur für das römische Recht der Pandekten an der Universität Rostock; dort entstand sein Hauptwerk über subjektives Recht und Rechtsnorm. Jedoch zog es ihn wieder in seine thüringische Heimat, wo er am 1. Oktober 1879 als ordentlicher Professor der Rechte die Direktion der Abteilung für Strafrecht und Strafprozess des juristischen Seminars übernahm und akademischer Rat am Schöppenstuhl sowie Oberlandesgerichtsrat wurde, welche letztere Aufgabe er bis zum Juli 1893 ausübte. 
Thon war einige Male Dekan der juristischen Fakultät; in den Sommersemestern 1883 und 1894 sowie im Wintersemester 1905 war er Rektor der Universität. Zeitweise, von der siebten bis achten Auflage, beteiligte sich Thon an der Herausgabe des Handlexikon zu den Quellen des römischen Rechts.
Er erhielt den Titel eines geheimen Justizrats von Sachsen-Weimar-Eisenach, er wurde Kommandeur des Hausordens vom weißen Falken und erhielt das Komturkreuz zweiter Klasse des Sachsen Ernestinischen Hausordens. Anlässlich seines 50-jährigen Doktorjubiläums erschien eine Festgabe der Juristenfakultät Jena für August Thon. Einer seiner Schüler war sein späterer Assistent Justus Wilhelm Hedemann.
August Thon war mit Johanne Luden (* 15. Juni 1845 in Jena; † 28. Juni 1941 ebd.), der Tochter des Jenaer Rechtsprofessors Johann Heinrich Gottlieb Luden verheiratet. Die Ehe blieb kinderlos.

## Schriften (Auswahl)
- Zur Lehre von den in factum actiones. In: Zeitschrift für Rechtsgeschichte. 2. Band 1863, S. 239–310. (nach der Dissertation)
- Das Ius Offerendi des besseren Pfandgläubigers nach Römischem Rechte. Heidelberg 1863. Digitalisat. (nach der Habilitationsschrift)
- Rechtsnorm und subjectives Recht. Weimar 1878. Digitalisat. (Neudruck 1964.)

## Nachweise
1. ↑  Getauft als „Christian August“ am 9. März 1839 (Beilage zur Weimarischen Zeitung Nr. 45 vom 5. Juni 1839, 3. Seite, Kirchenliste).
2. ↑  Todesmeldung  und Todesanzeige in  Jenaische Zeitung vom 29. März 1912, Titelseite und 4. Seite; Todesmeldung in Deutsche Juristen-Zeitung 17. Jg., 1912, Spalte 501.
3. ↑  Staatshandbuch für das Großherzogthum Sachsen-Weimar-Eisenach 1880. Weimar 1880, S. 148, 157f., 164f.

| Personendaten    | Personendaten                               |
| ---------------- | ------------------------------------------- |
| NAME             | Thon, August                                |
| ALTERNATIVNAMEN  | Thon, Christian August (vollständiger Name) |
| KURZBESCHREIBUNG | deutscher Rechtswissenschaftler             |
| GEBURTSDATUM     | 18. Februar 1839                            |
| GEBURTSORT       | Weimar                                      |
| STERBEDATUM      | 28. März 1912                               |
| STERBEORT        | Jena                                        |